# Belo Pole, Blagoevgrad
Belo Pole (în bulgară Бело поле) este un sat  în Obștina Blagoevgrad, Regiunea Blagoevgrad, Bulgaria.

## Demografie
Componența etnică a satului Belo Pole
     Bulgari (99,02%)
     Nicio identificare (0,97%)
     Altele (0%)
La recensământul din 2011, populația satului Belo Pole era de 613 locuitori. Din punct de vedere etnic, majoritatea locuitorilor (99,02%) erau bulgari. Pentru 0,97% din locuitori nu este cunoscută apartenența etnică.